# Billy Harris
Billy Harris (Chicago, 12 novembre 1951 – Chicago, 3 gennaio 2010) è stato un cestista statunitense, professionista nella ABA.

## Carriera
Venne selezionato dai Chicago Bulls al settimo giro del Draft NBA 1973 (115ª scelta assoluta).

## Palmarès
- Campione AABA (1978)